# Francesco III Gonzaga
Francesco III Gonzaga, född 1533, död 1550, var en monark (hertig) av Mantua från 1540 till 1550. 